# بت تورنت

شعار لأحد برامج بت تورنت

طريقة عمل التورنت (صورة متحركة)

بت تورنت (يختصر التورنت) هو بروتوكول لمشاركة الملفات عبر الانترنت ما بين مستخدمي الإنترنت والمسمى الند للند أو النظير للنظير (بالإنجليزية: Peer-to-peer)‏ حيث يكون تبادل الملفات بين المستخدمين دون الحاجة لوجود وسيط. التراكر او المتتبع والذي اصبح حاليا إختيارياً هو برنامج عادة مايكون مستضاف على سيرفر و يتكفل بتنسيق عملية الاتصال ما بين النظراء (المستخدمين) مؤخرا تم استحداث DHT (جدول التجزئة الموزع). وهو نظام قائم على العقد حيث يتولى كل عميل مسؤولية نطاق صغير من التوجيه وجزء صغير من تخزين البيانات يسمح لجميع المشاركين في الشبكة بأن يتم تخزين قائمة الأقران المشاركين بشكل جماعي للملف المشارك، بحيث يمكن العثور على جميع البيانات دون الحاجة لوجود اي تراكرز.
في نظام بت تورنت يقوم كل نظير بتحميل (Download) البيانات فهو في نفس اللحظة التي يرفع (Upload) فيها البيانات التي حصل عليها إلى النظراء الآخرين والذي يقومون بدورهم في ارسالها إلى النظراء الاخرين ضمن عملية مستمرة تضمن استلام الملف بالكامل وتوفيره لمن يحتاجه عن طريق اجزاء صغيرة يحدد حجمها منشئ الملف الاصلي (صاحبه).
البداية كانت في أبريل/نيسان من العام 2001 حيث قام المبرمج برام كوهين بتصميم البروتوكول؛ وتم تطبيقة لأول مرة في 2 يوليو/تموز من نفس السنة. برامج عميل بت تورنت موجودة للكثير من منصات البرمجيات وأنظمة التشغيل بالإضافة العميل الرسمي الذي تنشره شركة بت تورنت، اينك.
يواجه بروتوكول البت تورنت ومستخدميه العديد من التضيقات القانونية حول العالم ابتداء بحجب مواقع توفر ملفات ومواد مقرصنة و بمنع البروتوكول تماما من قبل مذودي الخدمة وانتهاء بالقبض على مؤسسي مواقع توزيعه ك بايرت باي وقام مؤخرا بعض مزودي الخدمة بمنعه لتخفيف الضغط على شبكة الانترنيت اعقاب ازمة كوفيد 19.

## مصطلحات
- الباذر أو الموزع (بالإنجليزية: Seeder)‏ وهم الأشخاص الذين يملكون ملف التحميل بالكامل.
- الند أو القرين (بالإنجليزية: peer)‏ وهم الأشخاص الذين يملكون ملف التحميل مجزى أي لا يملكون الملف بالكامل.
- السرب (بالإنجليزية: Swarm)‏ مجموعه الأجهزة التي يتم التحميل منها في نفس اللحظة.
- المتتبع (بالإنجليزية: Tracker)‏ سيرفر يقوم بعمليه التوزيع للملف (طالع:تراكر بت تورنت).
- السلامة (بالإنجليزية: Health)‏ خدمة للتأكد من وجود عدة سيد وعدة بير وكلما زاد عدد السيد والسيدر في الهيلث زادت سرعة التحميل.
- المستهلك (بالإنجليزية: Leeches)‏ وهو الشخص البخيل الذي يحمل من الآخرين ولكن لا يسمح بالتحميل منه.

## المشاركة بواسطة التورنت
يعتمد برتكول مشاركة الملفات بواسطة التورنت على وجود تراكر ينسق عملية الاتصال بين المشاركين وبرامج التورنت التي تتولى عملية استيعاب التعامل مع التراكر والاتصال به حيث تكون الفكرة الأساسية لمشاركة أي ملف هي وضع ملف صغير يحمل الامتداد (torrent) تتراوح مساحته بين 64 كيلوبايت الي 4 ميقابايت على التراكر. هذا الملف يعمل كمعرف للملف الأصلي المراد المشاركة به ومن ثم يصبح متاح لأي شخص يستخدم أي برنامج من برامج التورنت حيث يقوم بإنزال ذلك الملف الصغير والذي يقوم بدور حلقة الربط بين برنامج التورنت وما بين التراكر الذي يتولى عملية الربط في برنامج الشخص الذي وضع ملف التورنت على التراكر كمشاركة منه.

## تحميل ومشاركة ملفات التورنت
يقوم المستخدم باستعراض الأنترنت لإيجاد ملفات التورنت التي توافق رغباته، ثم يقوم بتحميلها وفتحها بأحد البرامج الداعمة لصيغة التورنت ومن هذه البرامج (bittorrent, bitcomet, and utorrent) والتي تعرف بالعميل حيث يوصله هذا البرنامج بالتراكر المسبق تحديده في ملف التورنت فيتسلم قائمة بالنظراء الذين يتبادلون أجزاء ملفات التورنت المحدد. يصبح المستخدم في هذه الحالة نظير هو الآخر يتشارك أجزاء الملفات مع قرنائه.كل مجموعة من النظراء تتشارك في أجزاء ملف التورنت تسمى السرب.
من أمثلة البرامج العميل للتورنت: BitTorrent, µTorrent، BitComet، KTorrent,Vuze، فيوز وDeluge.

## وصلات خارجية
- صفحة تنزيل برنامج بت تورنت المفتوح المصدر